# Kabinet-Campbell-Bannerman
Het kabinet-Campbell-Bannerman was de uitvoerende macht van de Britse overheid van 5 december 1905 tot 8 april 1908. Het kabinet werd gevormd door de Liberal Party na het aftreden van premier Arthur Balfour van de Conservative Party waarna Henry Campbell-Bannerman de partijleider van de Liberal Party werd benoemd als de nieuwe premier. Het kabinet regeerde als een minderheidsregering tot de verkiezingen in 1906 die de Liberal Party won en het kabinet door regeerde met een meerderheid. Premier Campbell-Bannerman trad op 8 april 1908 wegens gezondheidsredenen af en werd opgevolgd als premier en partijleider van de Liberal Party door minister van Financiën Herbert Henry Asquith, Campbell-Bannerman overleed slechts 19-dagen later op 71-jarige leeftijd. In het kabinet zaten meerdere prominenten zoals: Herbert Henry Asquith, Edward Grey en David Lloyd George.

## Samenstelling
| Ambtsbekleder                                                           | Ambtsbekleder            | Ambtsbekleder                                        | Functie                               | Ambtstermijn     | Ambtstermijn     | Partij        |
| ----------------------------------------------------------------------- | ------------------------ | ---------------------------------------------------- | ------------------------------------- | ---------------- | ---------------- | ------------- |
|                                                                         | Henry Campbell-Bannerman | Sir Henry Campbell- Bannerman (1836–1908)            | Premier                               | 5 december 1905  | 8 april 1908     | Liberal Party |
| Leader of the House of Commons                                          | Henry Campbell-Bannerman | Sir Henry Campbell- Bannerman (1836–1908)            |                                       | 5 december 1905  | 8 april 1908     | Liberal Party |
|                                                                         | Herbert Henry Asquith    | Herbert Henry Asquith (1852–1928)                    | Minister van Financiën                | 5 december 1905  | 8 april 1908     | Liberal Party |
|                                                                         | Edward Grey              | Sir Edward Grey (1862–1933)                          | Minister van Buitenlandse Zaken       | 5 december 1905  | 7 december 1916  | Liberal Party |
|                                                                         | Herbert Gladstone        | Herbert Gladstone (1854–1930)                        | Minister van Binnenlandse Zaken       | 5 december 1905  | 10 februari 1910 | Liberal Party |
|                                                                         | Robert Crewe-Milnes      | Graaf van Crewe Robert Crewe-Milnes (1858–1945)      | Lord President of the Council         | 5 december 1905  | 8 april 1908     | Liberal Party |
|                                                                         | George Robinson          | Markies van Ripon George Robinson (1827–1909)        | Lord Privy Seal                       | 5 december 1905  | 14 oktober 1908  | Liberal Party |
| Leader of the House of Lords                                            | George Robinson          | Markies van Ripon George Robinson (1827–1909)        | 8 april 1908                          | 5 december 1905  |                  | Liberal Party |
|                                                                         | Robert Reid              | Graaf Loreburn Robert Reid (1846–1923)               | Lord Chancellor                       | 5 december 1905  | 10 juni 1912     | Liberal Party |
|                                                                         | Richard Haldane          | Burggraaf Haldane Richard Haldane (1856–1928)        | Minister voor Oorlog                  | 5 december 1905  | 10 juni 1912     | Liberal Party |
|                                                                         | Edward Marjoribanks      | Baron Tweedmouth Edward Marjoribanks (1849–1909)     | Minister voor de Marine               | 5 december 1905  | 8 april 1908     | Liberal Party |
|                                                                         | David Lloyd George       | David Lloyd George (1863–1945)                       | Minister van Handel                   | 5 december 1905  | 8 april 1908     | Liberal Party |
|                                                                         | Augustine Birrell        | Augustine Birrell (1850–1933)                        | Minister van Onderwijs                | 5 december 1905  | 23 februari 1907 | Liberal Party |
|                                                                         | Reginald McKenna         | Reginald McKenna (1863–1943)                         | Minister van Onderwijs                | 23 februari 1907 | 8 april 1908     | Liberal Party |
|                                                                         |                          | Lewis Harcourt (1863–1920)                           | Minister van Openbare Werken          | 5 december 1905  | 3 november 1910  | Liberal Party |
|                                                                         | John Burns               | John Burns (1858–1943)                               | Minister van Lokale Zaken             | 5 december 1905  | 14 februari 1914 | Liberal Party |
|                                                                         | Charles Wynn-Carington   | Graaf Carrington Charles Wynn- Carington (1843–1928) | Minister van Landbouw en Visserij     | 5 december 1905  | 24 oktober 1911  | Liberal Party |
|                                                                         | Henry Fowler             | Sir Henry Fowler (1830–1911)                         | Kanselier van het Hertogdom Lancaster | 5 december 1905  | 14 oktober 1908  | Liberal Party |
|                                                                         | Victor Bruce             | Graaf van Elgin Victor Bruce (1849–1917)             | Minister voor Koloniale Zaken         | 5 december 1905  | 8 april 1908     | Liberal Party |
|                                                                         | John Morley              | John Morley (1838–1923)                              | Minister voor Brits-Indië             | 5 december 1905  | 3 november 1910  | Liberal Party |
|                                                                         | John Sinclair            | Sir John Sinclair (1860–1925)                        | Minister voor Schotland               | 5 december 1905  | 12 februari 1912 | Liberal Party |
|                                                                         | James Bryce              | James Bryce (1838–1922)                              | Minister voor Ierland                 | 5 december 1905  | 23 februari 1907 | Liberal Party |
|                                                                         | Augustine Birrell        | Augustine Birrell (1850–1933)                        | Minister voor Ierland                 | 23 februari 1907 | 25 mei 1915      | Liberal Party |
| Formeel geen leden van het kabinet, maar woonde kabinetsvergadering bij |                          |                                                      |                                       |                  |                  |               |
| Ambtsbekleder                                                           | Ambtsbekleder            | Ambtsbekleder                                        | Functie                               | Ambtstermijn     | Ambtstermijn     | Partij        |
|                                                                         |                          | Richard Causton (1843–1929)                          | Thesaurier-generaal                   | 5 december 1905  | 10 februari 1910 | Liberal Party |
|                                                                         |                          | Sir John Lawson Walton (1852–1908)                   | Advocaat-generaal                     | 5 december 1905  | 19 januari 1908  | Liberal Party |
|                                                                         |                          |                                                      | Advocaat-generaal                     | Vacant           |                  |               |
|                                                                         |                          | Sir William Robson (1852–1918)                       | Advocaat-generaal                     | 28 januari 1908  | 8 oktober 1910   | Liberal Party |
|                                                                         | Sydney Buxton            | Sydney Buxton (1853–1934)                            | Minister voor Posterijen              | 5 december 1905  | 10 februari 1910 | Liberal Party |

Russell I ·
Smith-Stanley I ·
Hamilton-Gordon ·
Temple I ·
Smith-Stanley II ·
Temple II ·
Russell II ·
Smith-Stanley III ·
Disraeli I ·
Gladstone I ·
Disraeli II ·
Gladstone II ·
Gascoyne-Cecil I ·
Gladstone III ·
Gascoyne-Cecil II ·
Gladstone IV ·
Primrose ·
Gascoyne-Cecil III ·
Gascoyne-Cecil IV ·
Balfour ·
Campbell-Bannerman ·
Asquith I ·
Asquith II ·
Asquith III ·
Asquith IV ·
Lloyd George I ·
Lloyd George II ·
Law ·
Baldwin I ·
MacDonald I ·
Baldwin II ·
MacDonald II ·
MacDonald III ·
MacDonald IV ·
Baldwin III ·
Chamberlain I ·
Chamberlain II ·
Churchill I ·
Churchill II ·
Attlee I ·
Attlee II ·
Churchill III ·
Eden ·
Macmillan I ·
Macmillan II ·
Douglas-Home ·
Wilson I ·
Wilson II ·
Heath ·
Wilson III ·
Callaghan ·
Thatcher I ·
Thatcher II ·
Thatcher III ·
Major I ·
Major II ·
Blair I ·
Blair II ·
Blair III ·
Brown ·
Cameron I ·
Cameron II ·
May I ·
May II ·
Johnson I ·
Johnson II ·
Truss ·
Sunak ·
Starmer